# Mark Feuerstein
Mark Feuerstein (New York, 8 giugno 1971) è un attore statunitense.

## Biografia
Figlio di un avvocato e di un'insegnante, studia presso la The Dalton School, si laurea alla Princeton University e vince una borsa di studio presso la London School of Dramatic Arts.
I suoi bisnonni erano Ebrei-Tedeschi immigrati dalla Baviera.
Debutta nel 1995 nella soap opera Quando si ama.
Ha debuttato al cinema nel 1998 nella commedia fantastica Amori & incantesimi, viene notato dalla figlia di Nancy Meyers che convince la madre ad ingaggiarlo per il What Women Want - Quello che le donne vogliono. Precedentemente aveva partecipato ai film Regole d'onore e Per incanto o per delizia. Dopo il thriller Abandon - Misteriosi omicidi partecipa alla commedia romantica Two Weeks Notice - Due settimane per innamorarsi, ma in fase di montaggio la scena con lui protagonista viene eliminata.
In campo televisivo ha partecipato alle serie TV Good Morning, Miami , West Wing - Tutti gli uomini del Presidente e Sex and the city, nel 2006 è co-protagonista al fianco di Stanley Tucci nelle serie di breve vita 3 libbre. Nel 2005 recita nel film In Her Shoes - Se fossi lei con Cameron Diaz e Toni Collette, mentre nel 2008 lavora al fianco di Daniel Craig e Liev Schreiber in Defiance - I giorni del coraggio.
Dal 2009 al 2016 è stato il protagonista della serie televisiva Royal Pains.

## Filmografia

### Cinema
- Amori & incantesimi (Practical Magic), regia di Griffin Dunne (1998)
- La dea del successo (The Muse), regia di Albert Brooks (1999)
- Giving It Up , regia di Christopher Kublan (1999)
- 30 Days, regia di Aaron Harnick (1999)
- Regole d'onore (Rules of Engagement), regia di William Friedkin (2000)
- Per incanto o per delizia (Woman on Top), regia di Fina Torres (2000)
- What Women Want - Quello che le donne vogliono (What Women Want), regia di Nancy Meyers (2000)
- Abandon - Misteriosi omicidi (Abandon), regia di Stephen Gaghan (2002)
- Three Days of Rain, regia di Michael Meredith (2002)
- Balkanization, regia di Marshall Lewy (2002) - cortometraggio
- Two Weeks Notice - Due settimane per innamorarsi (Two Weeks Notice), regia di Marc Lawrence (2002)
- In Her Shoes - Se fossi lei (In Her Shoes), regia di Curtis Hanson (2005)
- Lucid, regia di Sam Friedlander (2006) - cortometraggio
- The Wedding Weekend, regia di Bruce Leddy (2006)
- Defiance - I giorni del coraggio (Defiance), regia di Edward Zwick (2008)
- Love Shack, regia di Gregg Saccon e Michael B. Silver (2010)
- Testa di cavolo (Knucklehead), regia di Michael W. Watkins (2010)
- Life Partners, regia di Susanna Fogel (2014)
- In Your Eyes, regia di Brin Hill (2014)
- Meadowland - Scomparso (Meadowland), regia di Reed Morano (2015)
- Larry Gaye: Renegade Male Flight Attendant, regia di Sam Friedlander (2015)

### Televisione
- Quando si ama (Loving) – soap opera (1995-1996)
- Caroline in the City – serie TV, 8 episodi (1996-1997)
- Sentieri (Guiding Light) – soap opera (1997)
- Fired Up – serie TV, 28 episodi (1997-1998)
- Conrad Bloom – serie TV, 18 episodi (1998)
- Sex and the City – serie TV, episodio 2x04 (1999)
- Ally McBeal – serie TV, 1 episodio (2000)
- An American Daughter – film TV, regia di Sheldon Larry (2000)
- Ancora una volta (Once and Again) – serie TV, 5 episodi (2000-2001)
- The Heart Department – film TV, regia di Dean Parisot (2001)
- West Wing - Tutti gli uomini del Presidente (The West Wing) – serie TV, 7 episodi (2001-2005)
- Good Morning, Miami – serie TV, 39 episodi (2002-2004)
- The Closer – serie TV, 1 episodio (2005)
- Law & Order - I due volti della giustizia – serie TV, 1 episodio (2005)
- Masters of Horror – serie TV, 1 episodio (2006)
- 3 libbre (3 lbs) – serie TV, 7 episodi (2006)
- Shark - Giustizia a tutti i costi (Shark) – serie TV, 1 episodio (2007)
- Dance Man – film TV, regia di Adam B. Stein (2007)
- The Hustler – serie TV, 11 episodi (2008)
- I miei peggiori amici (Friends with Better Lives) – serie TV, 1 episodio (2014)
- Nurse Jackie - Terapia d'urto (Nurse Jackie) – serie TV, 4 episodi (2015)
- Royal Pains – serie TV, 91 episodi (2009-2016)
- Prison Break - serie TV, 9 episodi (2017)
- Law & Order - Unità vittime speciali (Law & Order: Special Victims Unit) - serie TV, episodio 20x11 (2019)
- Il club delle babysitter (The Baby-Sitters Club) – serie TV, 10 episodi (2020)

## Doppiatori italiani
Nelle versioni in italiano delle opere in cui ha recitato, Mark Feuerstein è stato doppiato da:
- Roberto Gammino in What Women Want - Quello che le donne vogliono, Per incanto o per delizia
- Paolo Salomone in Caroline in the City
- Teo Bellia in Amori e Incantesimi
- Giacomo Zito in Ally McBeal
- Antonio Sanna in Regole d'onore
- Massimo De Ambrosis in Abandon - Misteriosi omicidi
- Oreste Baldini in In Her Shoes - Se fossi lei
- Mauro Gravina in Law & Order - I due volti della giustizia
- Roberto Certomà in The Closer
- Vittorio Guerrieri in 3 libbre
- Riccardo Niseem Onorato in Royal Pains
- Luca Sandri in Testa di cavolo
- Alessio Cigliano in Prison Break
- Jacopo Venturiero in Wet Hot American Summer: Ten Years Later
- Alberto Bognanni in Law & Order - Unità vittime speciali